# David Childs

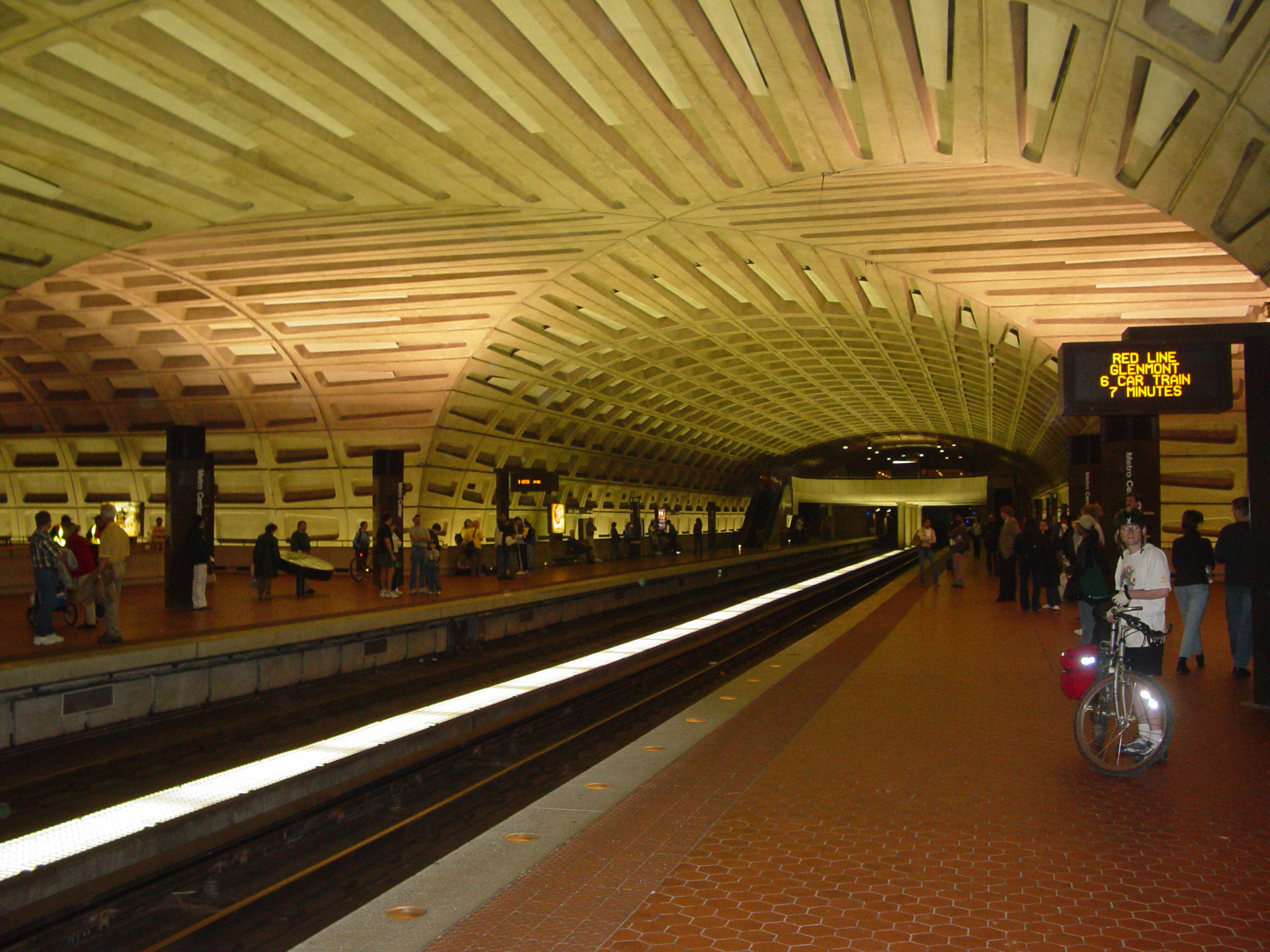
Metro Center

David Childs   (Princeton, 1 d'abril de 1941 - Pelham, 26 de març de 2025) va ser un important arquitecte estatunidenc. Va ser soci de l'estudi d'arquitectura Skidmore, Owings and Merrill.

## Obres completades
- L'estació de metro Metro Center en el Metro de Washington DC
- La seu de U.S. News & World Report a Washington DC
- One Worldwide Plaza a Nova York
- El gratacels de 450 Lexington Avenue a Nova York
- Bertelsmann Building a Times Square a Nova York
- New York Mercantile Exchange, a Nova York
- Edifici d'arribades de l'Aeroport Internacional John F. Kennedy
- La seu general Bear Stearns (Avinguda 383 Madison) a Nova York
- World Trade Center 7 a Nova York
- Time Warner Center de Columbus Circle a Nova York
- Ambaixada dels Estats Units al Canadà, a Ottawa
- One World Trade Center o Torre de la llibertat a Nova York
- La nova Pennsylvania Station a Nova York